# Victor Nessmann

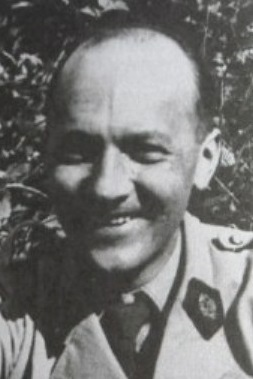
Nessmann in 1940

Victor Édouard Nessmann (Straatsburg, 17 september 1900 - Limoges, 5 januari 1944) was een Franse arts en verzetsstrijder.
In 1924 was hij de eerste arts die zich bij Albert Schweitzer in Lambaréné in Gabon voegde. Tijdens de Tweede Wereldoorlog leidde hij de verzetsgroep Geheim Leger (Armée secrète) in de sector Sarlat (Dordogne). Hij werd door de Gestapo gearresteerd en stierf na de martelingen die hij had ondergaan.
Hij ontving postuum onder meer de Verzetsmedaille en het Legioen van Eer.